# Phyllotini
Die Phyllotini sind Nagetiere aus der Familie der Wühler (Cricetidae), die in Südamerika vorkommen. Die meisten Arten der Tribus leben in den Anden und in Patagonien oder im Gran Chaco.

## Merkmale
Die meisten Arten der Phyllotini leben auf dem Erdboden und zeigen keine Anpassungen an eine grabende, kletternde oder semiaquatische Lebensweise. Die Gewichtsspanne reicht von 12 Gramm bei ausgewachsenen Kleinen Vespermäusen (Calomys laucha) bis etwa 100 Gramm bei der Garlepp-Maus (Galenomys garleppi) und einigen Arten aus den Gattungen Phyllotis und Tapecomys. Das Fell ist normalerweise dick und weich bis mäßig rau, aber niemals stachelig. Die Rückenfärbung kontrastiert mehr oder weniger stark mit der Bauchfärbung. Der Übergang zwischen den verschiedenen Fellfarben kann abrupt mit deutlicher abgrenzender Seitenlinie oder allmählich erfolgen. Die Schwanzlänge ist variabel und reicht von weniger als der Hälfte der Kopf-Rumpf-Länge bis zum 1,6-fachen der Kopf-Rumpf-Länge bei der Zierlichen Salzmaus (Salinomys delicatus). Auf seiner der gesamten Länge ist der Schwanz mäßig bis stark behaart. Er kann ein- oder zweifarbig sein. Die Augen sind normal groß und können von einem hellen Augenring umrandet sein. Die Schnurrhaare sind mittellang bis lang. Sie können eine Länge von mehr als 60 % der Hinterfußlänge erreichen. Der Hinterfuß ist nicht besonders breit oder lang. Seine Oberseite und die Ferse sind behaart, die Sohle kann behaart oder kahl sein. Am Großen Zeh sitzt einen Nagel, alle anderen Zehen haben Krallen. Die Wirbelsäule besteht aus 12 bis 14 Brustwirbeln, 6 bis 7 Lendenwirbeln und 17 bis 36 Schwanzwirbeln. Eine Gallenblase ist bei allen untersuchten Gattungen vorhanden. Die Anzahl der Zitzen reicht von 8 bis 14.

## Lebensraum
Die meisten Arten der Phyllotini kommen in Lebensräumen, die von Gräsern dominiert werden, oder an Waldrändern vor. Viele Arten leben in den Anden von Ecuador im Norden bis zur Magellanstraße im Süden. Besonders artenreich ist die Puna. Von der Pazifikküste Perus und Chiles erstreckt sich das Verbreitungsgebiet nach Osten durch Patagonien bis an die Küste des südlichen Atlantiks und ins südöstliche Brasilien. Nördlich des Amazonasbeckens, in den Savannen des nördlichen Venezuela und des nordöstlichen Kolumbien, sowie auf einigen Inseln vor der venezolanischen Küste kommt nur die Vespermaus Calomys hummelincki vor.

## Gattungen

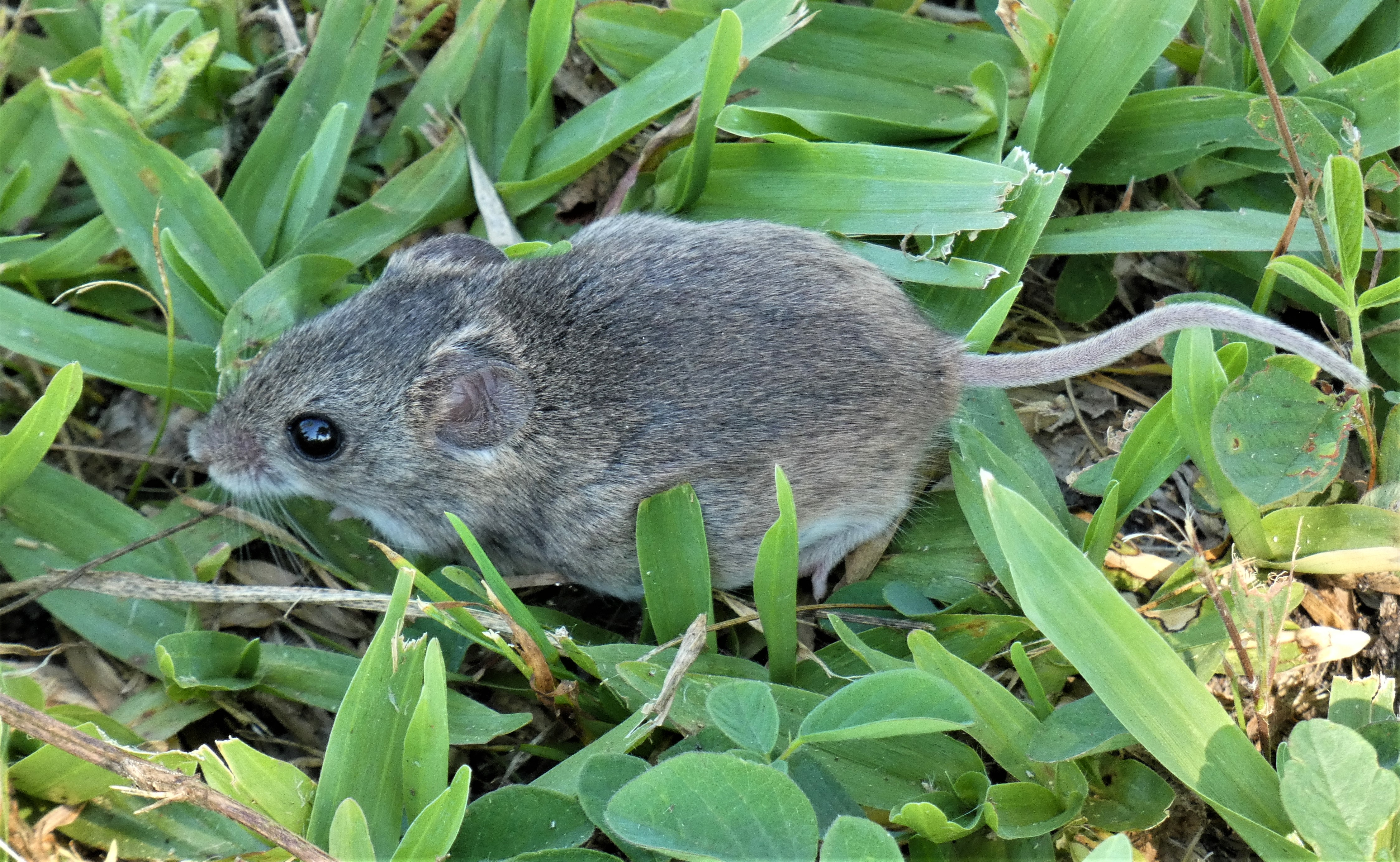
Calomys laucha

Zur Tribus Phyllotini gehören elf Gattungen:
- Chaco-Mäuse (Andalgalomys), 2 Arten
- Großohrmäuse (Auliscomys), 3 Arten
- Weißschwanzmaus (Calassomys apicalis)
- Vespermäuse (Calomys), 17 Arten
- Hochland-Wüstenmäuse (Eligmodontia), 7 Arten
- Garlepp-Maus (Galenomys garleppi)
- Neuwelt-Feldratten (Graomys), 4 Arten
- Loxodontomys, 1 oder 2 Arten
- Blattohrmäuse (Phyllotis), 20 Arten, unter anderem Phyllotis gerbillus
- Zierliche Salzmaus (Salinomys delicatus)
- Tapecomys, 2 Arten
  - Tapecomys primus
  - Tapecomys wolffsohni

## Belege
1. 1 2 3  James L. Patton, Ulyses F. J. Pardiñas und Guillermo D’Elía (Hrsg.): Mammals of South America, Volume 2 Rodents. University of Chicago Press, 2015, ISBN 978-0-226-16960-6. S. 465–467.